# わかりあいたい
「わかりあいたい」は、1988年7月21日にバップから発売された森川美穂の9枚目のシングル。

## 概要
- 「わかりあいたい」はミノルタカメラCMソング。
- 作詞は「PRIDE」と同じ佐藤純子。佐藤は発売時期が夏であることを聞かされ「夏とは言わず、夏の歌を書いてほしい」とオファーされたという[1]。

## 収録曲
1. わかりあいたい [4:14]
作詞：佐藤純子　作曲：和泉常寛　編曲：山本健司
  - ミノルタカメラTVCMソング
2. 夏リフトから [4:15]
作詞：小林和子　作曲：小森田実　編曲：小林信吾

## 収録アルバム
- HER-Best 1985-1989 (#1)
- VAP SINGLE COLLECTION (#1)